# Pamiętaj z nami
Pamiętaj z nami – doroczne wydarzenie edukacyjne organizowane przez Muzeum Historyczne Miasta Krakowa od 2012 roku. Ma ono na celu przedstawienie historii drugiej wojny światowej poprzez jej popularyzację głównie wśród mieszkańców Krakowa. Wydarzenie Pamiętaj z nami angażuje oddziały MHK zajmujące się historią okupacji i czasów z nią związanych: Fabrykę Emalia Oskara Schindlera, Ulicę Pomorską i Aptekę pod Orłem. Oddziały te tworzą muzealną Trasę Pamięci.

## Struktura
Wydarzenie jest zaplanowane jako wielopłaszczyznowe a każda z edycji (2012, 2014 i 2015) miała dotychczas podobną konstrukcję. Pierwszą część stanowi konferencja lub sesja naukowa. Druga to cykl działań edukacyjno–popularyzacyjnych, na które składają się: Bieg pamięci, spotkania ze świadkami historii, warsztaty, spacery, degustacja potraw przygotowywanych według okupacyjnych przepisów, koncerty, upamiętnienia, widowiska typu dźwięk i światło, wystawy planszowe, słuchowiska, nieodpłatne zwiedzanie oddziałów Trasy Pamięci. Całość odbywa się w kwietniu, trwa od 1 do 3 dni. Udział jest bezpłatny, z wyjątkiem opłaty rejestracyjnej uczestników Biegu Pamięci.
Każdorazowo w Pamiętaj z nami bierze udział ok. 3000 uczestników. Jego organizacją zajmuje się zespół liczący ok. 150 osób, który tworzą pracownicy muzeum, wolontariusze i miejskie służby porządkowe.

## Kolejne edycje
- 13-14 kwietnia 2012 – sesja naukowa (we współpracy z Uniwersytetem Jagiellońskim): Pomoc Żydom i żydowski ruch oporu w okupowanym Krakowie[3].
- 13 kwietnia 2014 – sesja: Nasz problem – nasza pamięć[4].
- 9-10 kwietnia 2015 – konferencja: Miejsce po – miejsce bez[5].
- 15-16 kwietnia 2016 - konferencja: Płaszów. Odkrywanie.
- 7-8 kwietnia 2017 - wykład Przed Aktion Reinhardt. [6].

Pamiętaj z nami nie odbyło się w swoim dotychczasowym kształcie w 2013 roku. Zastąpiły je obchody 70. rocznicy likwidacji krakowskiego getta, którego jednym z głównych organizatorów było Muzeum Historyczne Miasta Krakowa. Rocznica ta łączyła się z ponownym otwarciem ekspozycji stałej w Aptece pod Orłem.